# François George Hainl
François George Hainl (* 16. November 1807 in Issoire; † 2. Juni 1873 in Paris) war ein französischer Violoncellist, Dirigent und Komponist.

## Leben und Werk
François George Hainl war seit 1829 Schüler von Louis Pierre Martin Norblin am Pariser Konservatorium.
François George Hainl übernahm nach längeren Konzerttourneen als Cellovirtuose 1840 die Kapellmeisterstelle am Grand Théâtre in Lyon. 1863 übernahm er die Stelle des Ersten Dirigenten der Grand Opéra von Paris (mit François-Auguste Gevaert als Zweitem Kapellmeister). Von 1863 bis 1872 leitete  Hainl die Konservatoriumskonzerte und mit dem Titel des Kaiserlichen Kapellmeisters die Hofkonzerte wie auch die Festaufführungen der Pariser Weltausstellung von 1867.
François George Hainl schrieb einige Stücke für Violoncello. Er verfasste ebenfalls die Abhandlung De la musique à Lyon depuis 1713 jusqu'à 1852. (Lyon 1852).